# William Adam (architetto)
William Adam (1689 – 24 giugno 1748) è stato un architetto scozzese e padre degli architetti William Jr., John, Robert e James.
Autore dell'ospedale reale di Edimburgo, finito nel 1738 ed oggi andato distrutto, e del Fort George, compiuto dal figlio John. Intorno al 1810 vennero pubblicati numerosi suoi disegni con il titolo Vitruvius Scoticus. Il suo stile risente dell'opera di Christopher Wren.